# Xiphophorus variatus
De Xiphophorus variatus is een subtropische zoetwatervis, afkomstig uit Zuid-Mexico en aangrenzende gebieden. De soort is nauw verwant aan de platy (X. maculatus) en de zwaarddrager (X. helleri), maar is veel minder bekend. Om deze reden is er nog geen gangbare Nederlandse naam. De vis wordt zo'n 7-8 cm lang. Dat is langer dan de platy, maar korter dan de zwaarddrager.

## Huisvesting in een aquarium
Xiphophorus variatus stelt strengere eisen aan het aquarium dan de platy en de zwaarddrager. Zo moet het aquarium vrij breed zijn (minimaal 80 cm) en moet het beslist zwaar beplant zijn. Enige algengroei is wenselijk. Daarnaast mag het aquarium beslist niet te warm zijn: 16 tot 24 graden is optimaal, beslist niet warmer. Kouder mag wel, als de temperatuur maar boven de 12 graden blijft. Rond de 15 graden komen de kleuren van de vis het beste uit. Wil men daarnaast dat de vissen zich voortplanten, dan moet het een zuurgraad (pH) hebben van 7½ tot 8, en moet de hardheid (GH) tussen de 20 en 28 zijn.

## Voedsel
Het voedsel bestaat uit algen en andere plantaardige dingen, al doen ze het ook goed op levend- en droogvoer.

## Voortplanting
Xiphophorus variatus is net als de platy en de zwaarddrager levendbarend, wat wil zeggen dat de eieren in het lichaam worden uitgebroed en dat men jonge visjes direct na de geboorte al ziet rondzwemmen. De voortplanting verloopt ongeveer gelijk aan die van de andere levendbarende tandkarpers, maar de vis is veeleisender wat betreft de watersamenstelling. Ouderdieren en andere vissen hebben de neiging om de pasgeboren jongen direct weer op te eten.
Alvarezi · Andersi · Birchmanni · Clemenciae · continens · cortezi · couchianus (Monterreyplaty) · evelynae · gordoni · helleri (Zwaarddrager) · kosszanderi · maculatus (Platy) · malinche · mayae · meyeri · milleri · mixei · montezumae · monticolus · multilineatus · nezahualcoyotl · nigrensis · pygmaeus · roseni · signum · variatus · xiphidium
1. ↑  (en) Xiphophorus variatus op de IUCN Red List of Threatened Species.